# Timaeta aepea
Timaeta aepea is een vlinder uit de familie van de Lycaenidae. De wetenschappelijke naam van de soort werd als Thecla aepea in 1874 gepubliceerd door William Chapman Hewitson.

## Synoniemen
- Micandra neblina Salazar & Johnson, 1997